# .ua
.ua — национальный домен верхнего уровня для Украины. Домен предназначен для регистрации имён, имеющих отношение к Украине.
Приватные поддомены второго уровня регистрируются только для владельцев соответствующих торговых марок. В утвержденном Регламенте особенностей регистрации приватных доменных имен второго уровня в домене .UA прописано, что доменное имя делегируется исключительно в случае, если оно полностью или его компонент второго уровня (до знака «.», но не включая этот знак) по написанию совпадает со Знаком, права на использование которого на территории Украины принадлежат соответствующему регистранту.

## Статистика
По состоянию на 1 октября 2020 года зарегистрировано 544 200 имен в зоне .ua (включая домена второго уровня), количество увеличилось на 1,56 % по сравнению с аналогичным периодом 2019 года. По сравнению с августом 2020 года рост составил 0,39 %.
По состоянию на 1 ноября 2015 года в Украине зарегистрировано 555 000 имен в зоне .ua (включая домена второго уровня), в ноябре 2017-го — почти 557 000. Их количество уменьшилось на 14% по сравнению с 2014 годом и увеличилось приблизительно на 1900 в 2017 году.

## Домены 2 уровня
В этом национальном домене насчитывается около 77,6 млн. веб-страниц (по состоянию на декабрь 2017 года).
Теперь используются и принимают регистрации доменов 3-го уровня следующие доменные суффиксы (соответственно, существуют такие домены 2-го уровня):
| Суффикс | Регламентированные пользователи                                                    |
| ------- | ---------------------------------------------------------------------------------- |
| .com.ua | Коммерческие организации, корпорации                                               |
| .net.ua | Провайдеры, организации, связанные с сетями                                        |
| .org.ua | Некоммерческие, негосударственные организации, частные лица                        |
| .edu.ua | Государственные и негосударственные учебные заведения III и IV уровня аккредитации |
| .gov.ua | Государственные учреждения                                                         |
| .in.ua  | Семьи, частные лица                                                                |

Региональные домены 2-го уровня:
| Суффикс                           | Регион |
| --------------------------------- | --- |
| .ck.ua и cherkassy.ua             | Черкасская область |
| .crimea.ua                        | Крым (с 2014 года заявленная территория контролируется Россией, однако в домене .crimea.ua по-прежнему имеются и появляются веб-сайты) |
| .cn.ua .ch.ua и chernigov.ua      | Черниговская область |
| .cv.ua и chernovtsy.ua            | Черновицкая область |
| .dn.ua и donetsk.ua               | Донецкая область |
| .dp.ua и dnepropetrovsk.ua        | Днепропетровская область |
| .if.ua и ivano-frankivsk.ua       | Ивано-Франковская область |
| .kiev.ua                          | Киев и Киевская область |
| .kh.ua, kharkiv.ua и kharkov.ua   | Харьковская область |
| .km.ua и khmelnitskiy.ua          | Хмельницкая область |
| .kr.ua и kirovograd.ua            | Кировоградская область |
| .ks.ua и kherson.ua               | Херсонская область |
| .lg.ua и lugansk.ua               | Луганская область |
| .lutsk.ua и lt.ua и volyn.ua      | Луцк, Волынская область |
| .lviv.ua                          | Львовская область |
| .mk.ua и nikolaev.ua              | Николаевская область |
| .od.ua и odessa.ua                | Одесская область |
| .pl.ua и poltava.ua               | Полтавская область |
| .rv.ua и rovno.ua                 | Ровненская область |
| .sebastopol.ua                    | Севастополь (с 2014 года заявленная территория контролируется Россией, однако в доменной зоне по-прежнему работают веб-сайты)          |
| .sumy.ua и sm.ua                  | Сумская область |
| .te.ua и ternopil.ua              | Тернопольская область |
| .uz.ua и uzhgorod.ua              | Ужгород, Закарпатская область |
| .vn.ua, vinnytsia.ua и vinnica.ua | Винницкая область |
| .yalta.ua                         | Ялта (с 2014 года заявленная территория контролируется Россией, однако в доменной зоне по-прежнему работают веб-сайты)                 |
| .zp.ua и zaporizhzhe.ua           | Запорожская область |
| .zt.ua и zhitomir.ua              | Житомирская область |

Частные домены 2-го уровня:
| Суффикс | Регламентированные пользователи           |
| ------- | ----------------------------------------- |
| .co.ua  | Коммерческие учреждения, корпорации       |
| .biz.ua | Юридические лица, частные предприниматели |
| .v.ua   | Все без ограничений                       |
| .pp.ua  | Частные лица                              |

## История
- 1 декабря 1992 — Джонатан Постел (IANA) делегирует домен первого уровня .UA Олегу Волощуку и Игорю Свиридову. Английское название: .UA country code Top Level Domain (.UA ccTLD)
- 1995 — Делегированные целевых публичных доменов COM.UA, GOV.UA, NET.UA
- 1 декабря 1996 — Делегированные «коротких» (из двух букв) географических доменов-синонимов (km.ua = khmelnytsky.ua и др.)
- 1998 — Делегирован целевой публичный домен EDU.UA
- 1999 — Делегирован целевой публичный домен ORG.UA
- 23 октября 2001 — Делегирован первый частный домен второго уровня — BUSINESS.UA
- 1 декабря 2002 — Десять лет со дня делегирования на Украине (1 декабря 1992) домена. UA.
- 18 февраля 2004 — Делегирован 1000-й частный домен в домене. UA.
- 9 ноября 2006 — Делегирован 20 000-й доменов в домене ORG.UA
- 21 июня 2006 — Делегирован 50 000-й домен в домене COM.UA
- 12 июля 2006 — Делегирован 200 000-й приватный домен третьего уровня в домене. UA
- 17 февраля 2006 — Делегирован первый религиозный публичный домен DOMINIC.UA.
- 18 февраля 2009 — Делегирован 400000-й домен в домене .UA
- 18 февраля 2009 — В домене .UA зарегистрировано 7000-ное частное доменное имя
- 16 ноября 2009 года в ICANN была подана заявка на регистрацию кириллического домена .укр
- 13 апреля 2012 — Домен .UA подписан DNSSEC